# 1. Līga 1992
La 1. Līga 1992 è stata la 1ª edizione della seconda divisione del calcio lettone dalla ritrovata indipendenza.  Il Decemvīri Rīga ha vinto il campionato ottenendo la promozione in massima serie.

## Stagione

### Formula
Le 14 squadre partecipanti si affrontavano in gironi di andata e ritorno per un totale di 26 incontri per squadra. La vincitrice veniva promossa in Virslīga 1993, mentre le ultime due erano retrocesse in 2. Līga.
Erano assegnati due punti per la vittoria, uno per il pareggio e zero per la sconfitta.

## Squadre partecipanti
| Club               | Città      | Stagione precedente                                                             |
| ------------------ | ---------- | ------------------------------------------------------------------------------- |
| Aditajs Ogre       | Ogre       | ?                                                                               |
| BJFK Daugava Rīga  | Rīga       | ?                                                                               |
| Cerība Preiļi      | Preiļi     | ?                                                                               |
| Decemvīri Rīga     | Rīga       | 14º nel campionato lettone sovietico                                            |
| Decemvīri Rīga-2   | Rīga       | 18º nel campionato lettone sovietico                                            |
| Dīzelists Rīga     | Rīga       | 20º nel campionato lettone sovietico                                            |
| Faless Jēkabpils   | Jēkabpils  | 16º nel campionato lettone sovietico                                            |
| Kvadrats           | Rīga       | 6º nel campionato lettone sovietico                                             |
| Latgale Daugavpils | Daugavpils | ?                                                                               |
| RAF Jelgava-2      | Jelgava    | ?                                                                               |
| RFK Rīga           | Rīga       | 16º nel campionato lettone sovietico                                            |
| Skonto-2           | Rīga       | Formazione riserve dello Skonto, iscritta alla Virslīga 1992                    |
| SM-ĒCK Rīga        | Rīga       | 17º nel campionato lettone sovietico                                            |
| Zenta Rīga         | Rīga       | 12º nel campionato lettone sovietico come Rigas audums, 13° come Betons Vangazi |

## Classifica finale
|  | Pos. | Squadra            | Pt | G  | V  | N  | P  | GF | GS | DR  |
|  | ---- | ------------------ | -- | -- | -- | -- | -- | -- | -- | --- |
|  | 1.   | Decemvīri Rīga     | 44 | 26 | 20 | 4  | 2  | 71 | 29 | +42 |
|  | 2.   | Zenta Rīga         | 40 | 26 | 17 | 6  | 3  | 59 | 19 | +40 |
|  | 3.   | Kvadrats           | 36 | 26 | 15 | 6  | 5  | 52 | 34 | +18 |
|  | 4.   | Latgale Daugavpils | 29 | 26 | 11 | 7  | 8  | 40 | 31 | +9  |
|  | 5.   | RAF Jelgava-2      | 27 | 26 | 12 | 3  | 11 | 45 | 37 | +8  |
|  | 6.   | SM-ĒCK Rīga        | 27 | 26 | 11 | 5  | 10 | 41 | 42 | -1  |
|  | 7.   | Decemvīri Rīga-2   | 27 | 26 | 8  | 11 | 7  | 43 | 39 | +4  |
|  | 8.   | Faless Jēkabpils   | 25 | 26 | 11 | 3  | 12 | 41 | 41 | +0  |
|  | 9.   | BJFK Daugava Rīga  | 24 | 26 | 9  | 6  | 11 | 54 | 44 | +10 |
|  | 10.  | Skonto-2           | 24 | 26 | 8  | 8  | 10 | 38 | 37 | +1  |
|  | 11.  | RFK Rīga           | 23 | 26 | 8  | 7  | 11 | 27 | 37 | -10 |
|  | 12.  | Aditajs Ogre       | 15 | 26 | 5  | 5  | 16 | 28 | 65 | -37 |
|  | 13.  | Dīzelists Rīga     | 14 | 26 | 5  | 4  | 17 | 42 | 83 | -41 |
|  | 14.  | Cerība Preiļi      | 9  | 26 | 1  | 7  | 18 | 17 | 60 | -43 |

## Verdetti finali
- Decemvīri Rīga promosso in Virslīga 1993.
- Adītājs Ogre, Dīzelists Rīga e Cerība Preiļi retrocesse in 2. Līga.